# Рыбальское (Запорожская область)
Рыбальское (укр. Рибальське) — село,
Зеленовский сельский совет,
Новониколаевский район,
Запорожская область,
Украина.
Код КОАТУУ — 2323681305. Население по переписи 2001 года составляло 54 человека.

## Географическое положение
Село Рыбальское находится на расстоянии в 1,5 км от села Зелёное и в 2-х км от села Новое Поле.
По селу протекает пересыхающий ручей с запрудой.

## История
- 1928 год — дата основания.